# Transició a la televisió d'alta definició
La transició a la televisió d'alta definició (HD), també coneguda com l'apagada de la televisió en definició estàndard (SD), és el procés en curs en alguns territoris en què els antics senyals SDTV són substituïts per la televisió en HD. Es fa en diferents moments i de diferents maneres per cada país, territori o emissora, amb els objectius de reduir els costos de retransmissió, aconseguir una millor compatibilitat amb les infraestructures modernes i millorar la qualitat de la imatge per als espectadors.
A la major part del món, aquest procés encara no ha començat o es troba en etapes molt primitives, sobretot els molts països que encara estan realitzant l'apagada analògica, i només pocs territoris l'han completat. Els territoris i serveis que tenen televisió en alta definició però que no han completat l'apagada dels canals SD emeten simultàniament tant en senyal HD com en SD. Aquest tràmit s'està duent a terme a molts països i territoris, principalment a Europa, alguns dels quals ja l'han completat i altres no, com a part de la transició a l'estàndard DVB-T2, en el cas de la televisió per antena d'aquest format.
Als territoris i serveis on els senyals SD han acabat, els televisors que no admeten els senyals HD necessiten un descodificador HD amb compatibilitat SD. En algunes ocasions, l'apagada ha provocat una gran demanda de descodificadors i televisors nous, provocant cues i escassetat.

## Antecedents
A Europa, les primeres transmissions de la televisió en HD van començar l'any 1990, quan la RAI va retransmetre la Copa del Món de la FIFA utilitzant diverses tecnologies experimentals, però les primeres emissions regulars en HD van començar l'1 de gener de 2004, quan la companyia belga Euro1080 va llançar el canal HD1 amb el tradicional Concert de Cap d'Any de Viena. Des d'aleshores, i especialment després de l'apagada analògica, molts països van començar a afegir senyals HD, o bé en simulcast dels canals en SD, com ara TV3 HD a Catalunya, o canals HD específics, com és el cas de TVE HD a Espanya.

## Territoris que han començat la transició

### Alemanya
Les versions SD de les cadenes alemanyes One, tagesschau24, Arte i Phoenix es van tancar el novembre de 2022. L'ARD els seguirà el 7 de gener de 2025, data en què Das Erste i els regionals perdran les seves versions SD.

### Andorra
La majoria de les cadenes van apagar els seus senyals SD al principat el 2 de febrer de 2022, amb l'excepció d'algunes cadenes internacionals només en la definició estàndard, com ara RTP Internacional i TVI Internacional.

### Àustria
El 4 de desembre de 2023, les versions SD de les cadenes ORF Sport + i ATV van tancar les emissions.

### Espanya

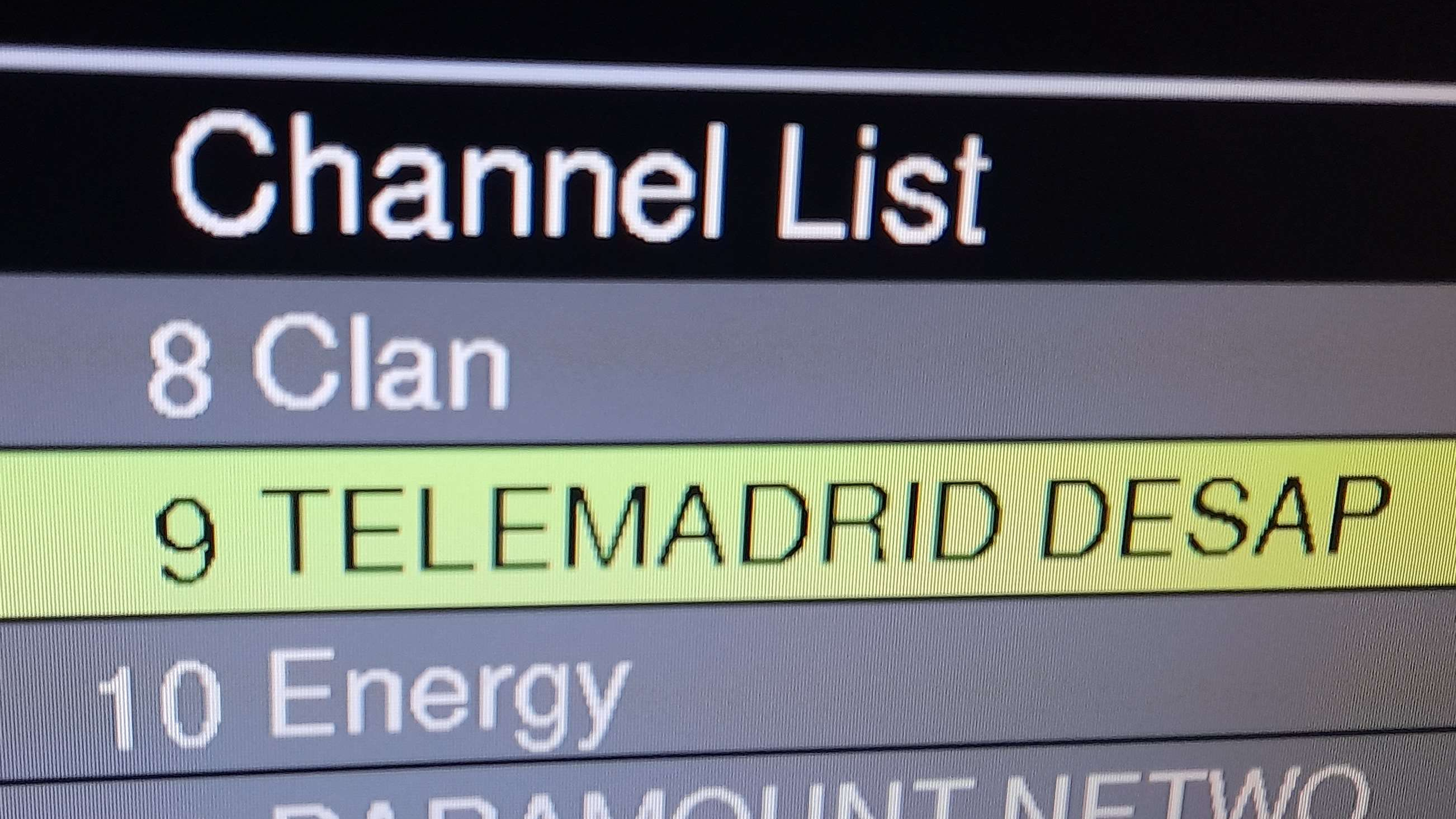
Un televisor incompatible amb l'HD mostra el canal local de Madrid, Telemadrid, avisant els espectadors de l'apagada del senyal SD.

Originalment, l'estat espanyol planejava ordenar el tancament de totes les emissions en definició estàndard l'1 de gener de 2023, però va quedar ajornat. Un reial decret del Ministeri d'Economia i Transformació Digital del 17 de gener de 2023 va fixar la data final d'apagada el 14 de febrer de 2024.
De les televisions públiques, el primer canal a tancar les seves emissions en SD va ser Canal Extremadura, el dia 15 de gener, seguit de Televisió Canària i tots els canals de TVC, que ho van fer l'endemà. Les cadenes catalanes que emetien en SD van començar a emetre en l'alta definició, com ja havien fet anteriorment en línia. A més, ambdues versions de TV3 van mostrar identificadors d'"HD" i "SD" al logotip els dies anteriors a l'apagada.
TVE va tancar tots els canals en SD el 6 de febrer, coincidint amb el llançament del seu canal en 4K, i Telemadrid i ETB ho van fer el dia 8. La majoria dels canals autonòmics, incloent-hi IB3 i À Punt, ho van fer el dia 12, a excepció de La 7 de Múrcia, que ho va fer el dia 14, just un dia abans de l'apagada.

### Estònia
El 2020, les cadenes de la televisió d'Estònia van afegir una marca a les versions SD. El desembre de 2021, el govern va decidir que les emissions en SD finalitzarien al voltant de la segona meitat del 2024.

### Finlàndia
El consell administratiu de l'emissora finlandesa Yle va decidir el 24 d'octubre de 2023 que deixarà d'emetre senyals SD de les seves cadenes a la primavera de 2025.

### Itàlia
A Itàlia, la transició al nou dividend digital es va realitzar per regions entre 2021 i 2022 (del 15 de novembre al 18 de desembre de 2021 a Sardenya; del 3 de gener al 15 de març de 2022 al Piemont, Llombardia, l'Emília-Romanya, el Vènet, la vall d'Aosta, el Trentino-Tirol del Sud i el Friül-Venècia Júlia; de l'1 de març al 15 de maig de 2022 a les Marques, els Abruços, la Pulla, el Molise, Sicília, Calàbria i la Basilicata; i finalment de l'1 de maig al 30 de juny de 2022 a la Ligúria, la Toscana, el Laci, l'Úmbria i la Campània).
El 8 de març de 2022, els canals HD es van traslladar al principi de la llista, mentre que les versions SD es van moure a partir del 500. Els canals d'antena que encara emetien en SD van començar a tancar el 21 de desembre de 2022 ençà, amb l'apagada total l'1 de gener de 2023, tot i que molts canals encara avui tenen l'identificador "HD" al logotip. El canal Rai 3 va trigar fins al maig del 2023 a passar a la posició 3, per problemes amb les emissions regionals, sent la versió SD substituïda per Rai News 24 HD.

### Regne Unit
El 8 de gener de 2024, la BBC va tancar els senyals SD per a tots els seus canals de televisió als plans per satèl·lit Freesat i Sky, com era necessari per poder incloure les emissions regionals de BBC One en alta definició. L'endemà, ITV va tancar les emissions dels canals en SD també en aquests serveis. Per ajudar els usuaris del Freesat, la BBC va establir un canal de prova perquè els usuaris poguessin comprovar si els seus aparells eren compatibles.

### R.P. de la Xina
El 21 de juny de 2022, l'administració estatal de ràdio, cinema i televisió del país va assenyalar que les cadenes de televisió de tot el país hauran completat completament la conversió de la definició estàndard a l'alta definició als finals del 2025. La xarxa de radiodifusió de Canton va ser la primera que va tancar completament els senyals SD a la Xina, acció que es va aprovar el 30 d'agost de 2023.